# Suralco

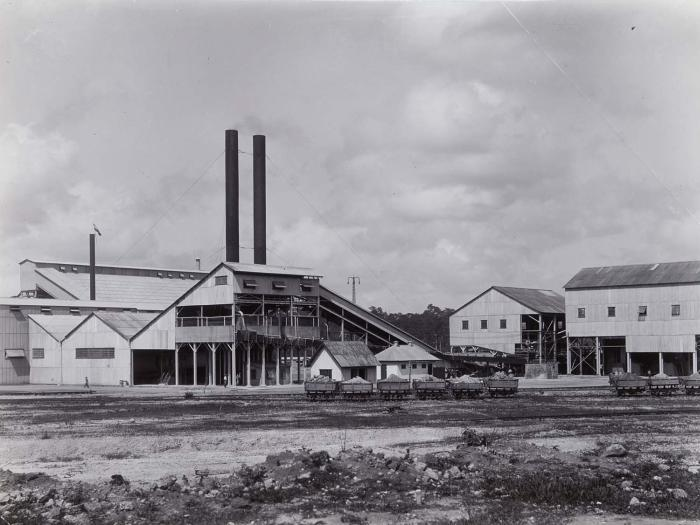
Moengo, fabriek van de Surinaamse Bauxiet Maatschappij

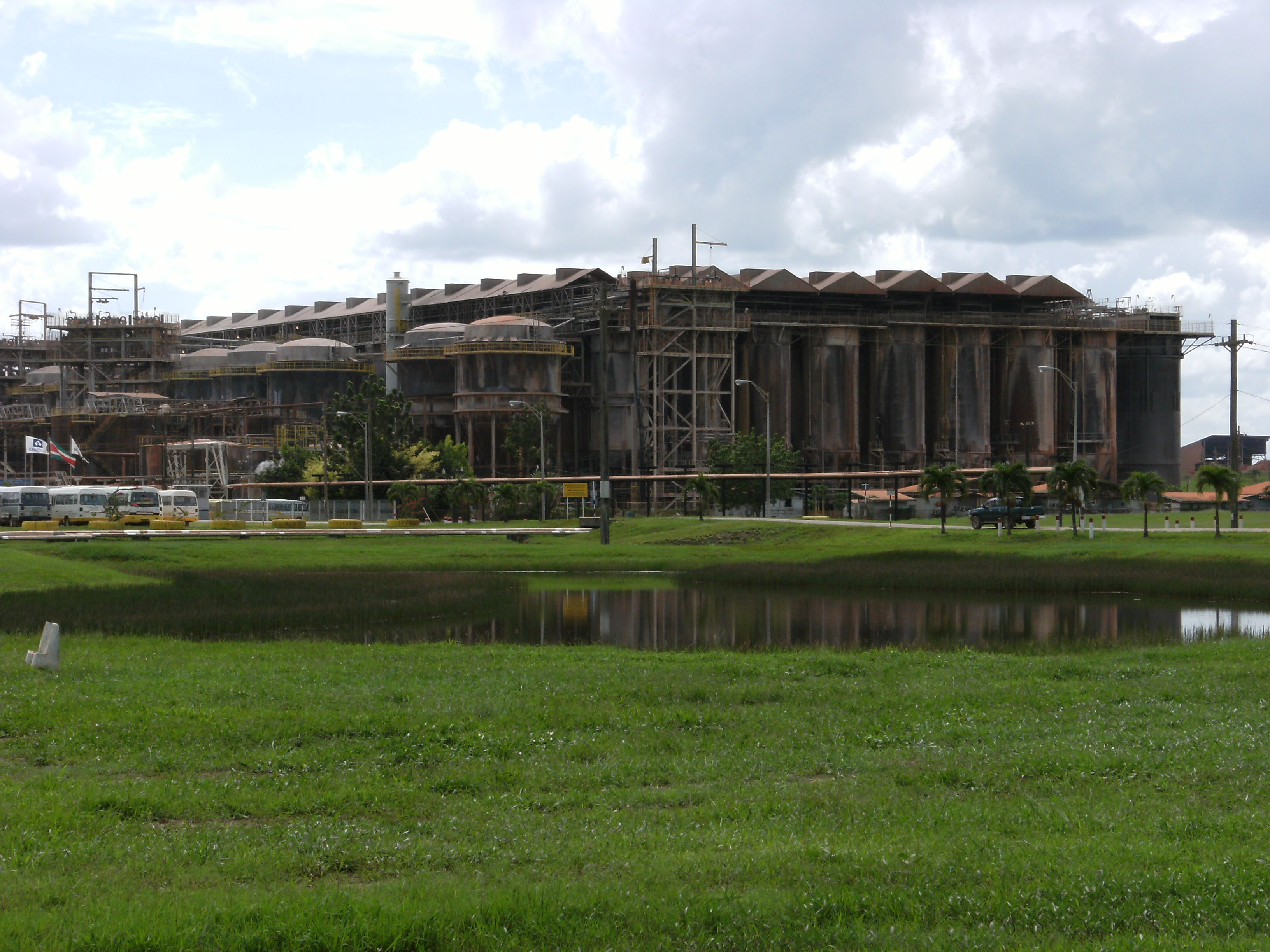
Bauxietfabriek van Suralco te Paranam, 2008

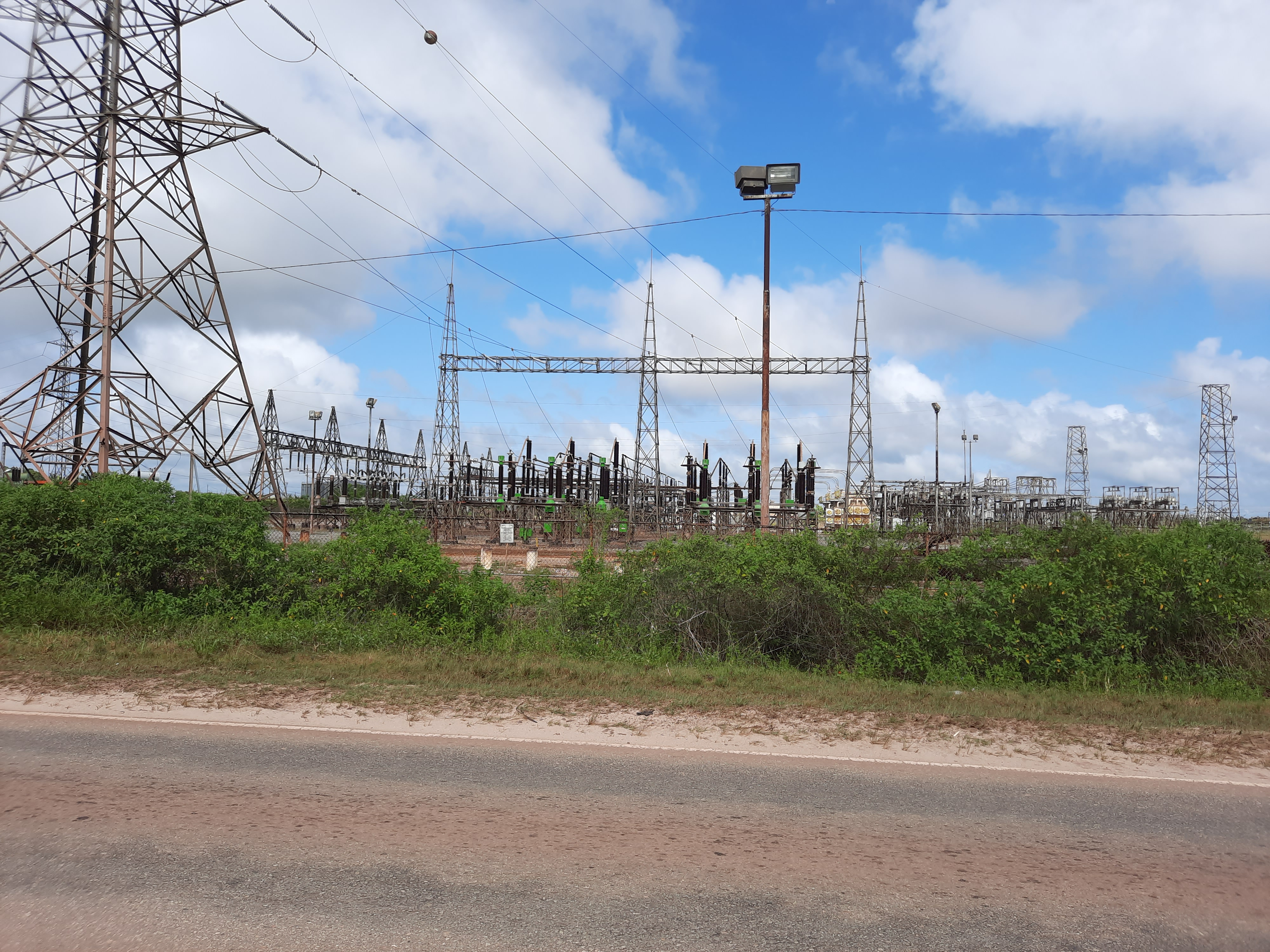
Verdeelstation aan de Avobakaweg

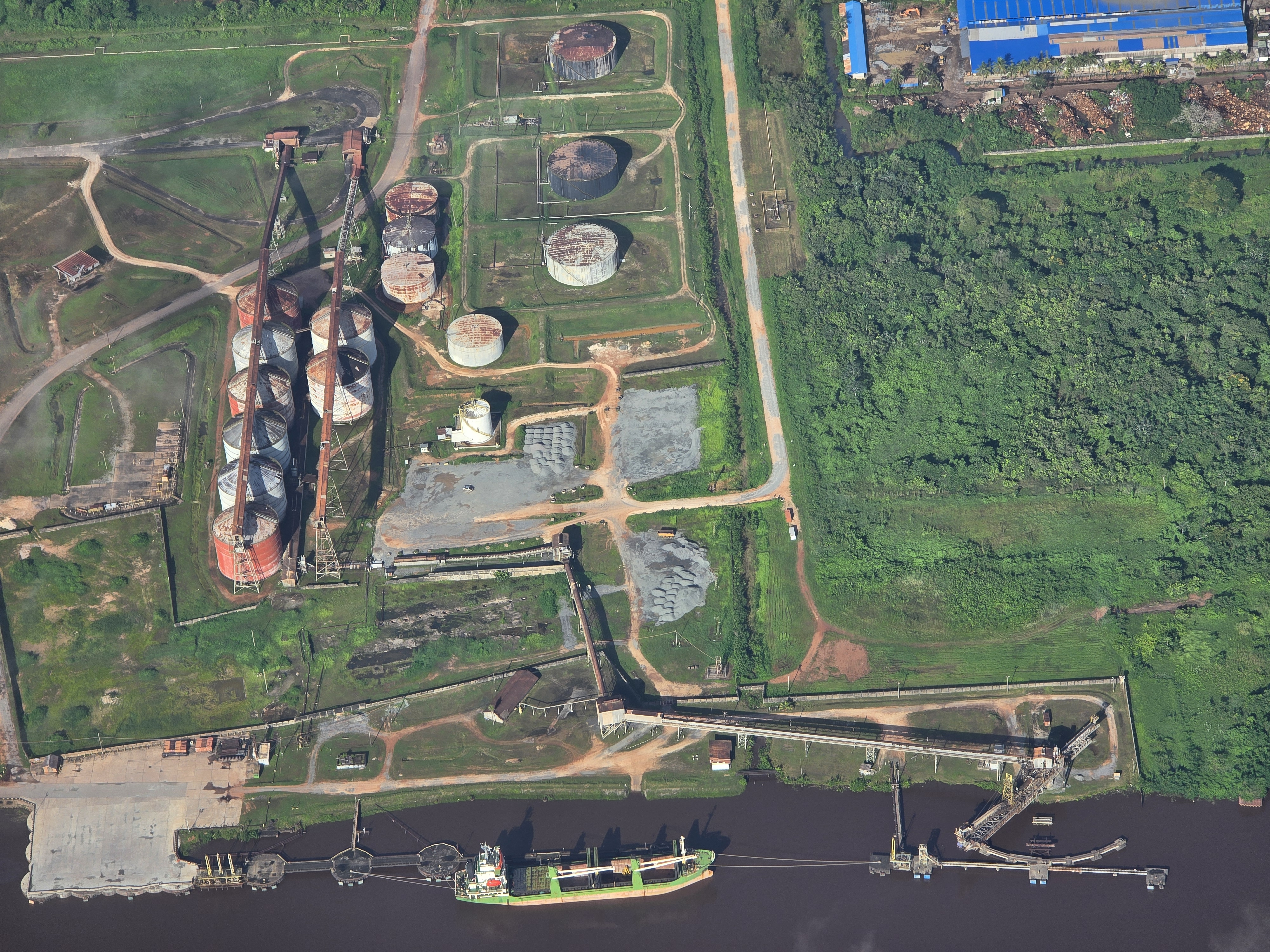
Suralco Haven in Paranam, 2025

Suralco was een Surinaamse producent van bauxiet en aluinaarde.
Het is een dochteronderneming van Alcoa World Alumina and Chemicals (AWAC); een joint venture van de Amerikaanse aluminiumproducent Alcoa (60%) en Alumina Ltd (40%).
Alcoa is al sinds 1916 in Suriname actief, aanvankelijk onder de naam Surinaamse Bauxiet Maatschappij. Een jaar eerder had Alcoa, dat destijds Aluminum Company of America heette, deskundigen naar Suriname gestuurd om de mogelijkheid voor bauxietwinning te onderzoeken. Het eerste erts werd gewonnen aan de Cotticarivier, bij het dorp Moengo. In 1922 werd voor het eerst Surinaams bauxiet geëxporteerd. In 1938 werd begonnen met de bouw van een fabriek voor aluminiumverwerking aan de Pararivier. De fabriek, die in 1941 in bedrijf werd gesteld, werd Paranam genoemd, naar de rivieren Para en Suriname. Tijdens de Tweede Wereldoorlog was de vraag naar aluminium groot; de geallieerde luchtvloot werd grotendeels gebouwd van uit Surinaams erts gewonnen aluminium. In 1950 had Suriname een aandeel van ruim 25% in de wereldwijde bauxietproductie.
Op 1 maart 1957 sloten de Surinaamse regering en Alcoa een zogeheten richtlijnovereenkomst. De structuur van de 'Surinaamse Bauxiet Maatschappij' werd gewijzigd en de naam werd Suriname Aluminium Company (Suralco).

## Brokopondo
Op 27 januari 1958 sloot Alcoa de Brokopondo-overeenkomst met de Surinaamse regering. Alcoa verplichtte zich om een stuwdam, een waterkrachtcentrale, een bauxietsmelterij en een fabriek voor aluminiumwinning te bouwen. In ruil kreeg Alcoa een concessie voor 75 jaar om bauxiet te winnen, plus korting op de elektriciteitsprijs. In 1965 werd te Paranam de aluminiumsmelter in bedrijf genomen, die werkte op elektriciteit uit de waterkrachtcentrale van de Afobakadam. Het complex werd dat jaar officieel geopend door Koningin Juliana.

## Sluiting
Tegenwoordig wint Suralco vrijwel geen bauxiet meer bij Moengo. De mijn daar is bijna uitgeput. Ook de bauxietreserves in de omgeving van Paranam beginnen uitgeput te raken. In 2010 besloot BHP Billiton, na 71 jaren activiteiten in het land, de mijnoperaties te staken. Suralco nam het 45% aandeel van het bedrijf in de joint venture over. Een belangrijke reden voor het vertrek van BHP Billiton was de onzekerheid met betrekking tot voldoende grondstoffen voor de aluinaardefabriek omdat er geen nieuwe concessierechten waren verkregen. De hoop is nu gevestigd op het West-Surinameplan om op die manier de winbare voorraden in het Bakhuisgebergte te ontginnen.
Alcoa wil alle verlieslatende bedrijven afstoten waaronder Suralco. In december 2014 heeft de regering het voorstel om Suralco over te nemen afgewezen. De Afobakadam is een belangrijk discussiepunt, deze is tot 2033 in bezit van Alcoa volgens de Brokopondo-overeenkomst. Alcoa verdient geld met de verkoop van elektriciteit aan EnergieBedrijven Suriname en wil de dam niet verkopen. Suriname onderhandelt verder over de voorwaarden van een eventueel vertrek van Alcoa, waaronder een afkoopregeling van het personeel, pensioen, milieuvraagstukken en ontmanteling van de installaties.
In september 2015 werd de sluiting van de fabriek aangekondigd. De fabriek met een capaciteit van 887.000 ton aluinaarde gaat dicht vanwege een gebrekkige aanvoer van bauxiet. Over dit probleem was Alcoa al enige maanden in gesprek met de Surinaamse regering, maar zonder afdoende resultaat. Per eind november 2015 wordt de productie gestaakt en Alcoa schat de kosten hiervan op zo’n 70 miljoen dollar.